# Libro sapienziale
I Libri Sapienziali nell'Antico Testamento della Bibbia cristiana sono libri didattici o di etica morale. Essi hanno lo scopo di insegnare la Sapienza. Sono presentati in forma poetica e quindi vengono anche detti Libri Poetici, per lo stile immaginifico e il fraseggio elegante e musicale.
La Bibbia ebraica inserisce questi libri nella più ampia raccolta dei Ketuvim; ai cinque inclusi nel canone ebraico, i cattolici ne aggiungono altri due (Sapienza e Siracide).

## Elenco dei libri sapienziali
I Libri Sapienziali sono sette per i cristiani e cinque per il canone ebraico tradizionale, l'Halakhah:
1. Giobbe, che parla del valore salvifico terreno e ultraterreno della triade interiore umiltà-integrità-purezza che causa una vita di amore-preghiera-penitenza;
2. Salmi è una raccolta di inni, suppliche, meditazioni sapienziali;
3. Proverbi, una raccolta di massime, regole di comportamento e proverbi,  ispirati da Dio al popolo di servitori eletti;
4. Qoelet, o Ecclesiaste, un'esposizione della realtà storica e filosofica del contraddittorio fra il bene e il male;
5. Cantico dei Cantici: un inno poetico di lode e amore cantato a Dio Creatore, in coro con i Suoi angeli nostri custodi;
6. Sapienza, che rivela l'incarnazione del Verbo di Dio e il trionfo della Sapienza Divina nell'età dell'idolatria e dell'animismo pagani;
7. Siracide, un complemento al libro dei Proverbi, in un'ottica di comunione sociale piuttosto che di singola creatura di Dio.

L'Halakhah non accetta gli ultimi due libri del presente sistema sacro: la Sapienza di Salomone e la Sapienza di Sirach, non ancora identificato come creatura umana, visibile e corporea.

## La sapienza nell'oriente antico
La letteratura "sapienziale" è stata ricca di espressioni in tutto l'Oriente antico. Lungo tutta la sua storia, l'Egitto ha prodotto la letteratura sapienziale. In Mesopotamia, a partire dall'epoca dei Sumeri, sono state attestate composizioni di proverbi, favole, poemi sulla sofferenza, del tipo del libro di Giobbe. 
Pure, assiri e babilonesi del periodo più antico della loro civiltà erano soliti pregare con questi testi, pronunciandoli in forma di inni o di litanie (lamentazioni).
L'Inno al Sole, attribuito al faraone Akhenaton, che per primo impose la religione monoteistica dell'atonismo all'Egitto, secondo alcuni studiosi avrebbe ispirato il Salmo 104.

## La sapienza nella spiritualità ebraica
La Sapienza (hochmah) nella spiritualità ebraica dell'Antico Testamento è il frutto di un movimento intellettuale, religioso ed etico che esercita un profondo influsso sul popolo ebraico, e non solo, nel corso della sua storia.
Per il popolo ebraico il sapiente non solo era il "saggio", ma era colui che sapeva comportarsi adeguatamente nelle più diverse occasioni della vita, colui che conosceva la legge e la sapeva praticare, conformando ad essa la sua condotta e la sua vita intera e per finire la faceva conoscere anche agli altri, inducendoli a praticarla.
Quest'idea di massima civiltà è espressa nel testo non canonico, proibito nell'Halakhah della religione ebraica, il Siracide
Tutta la vita viene considerata alla luce di questa Sapienza che, per ogni occasione o incontro, sa dire una parola preziosa che illumina e indirizza.
Nei libri Sapienziali viene trattata anche un altro tipo di Sapienza, la Sapienza mistica o Sapienza eterna, che è la Sapienza Divina.
In questo passaggio dalla Sapienza umana alla Sapienza divina si compie una forma di trascendenza, passando da una trattazione pratica della Sapienza ad una trattazione filosofica.

## La sapienza nella spiritualità ebraico-cristiana
Nel Libro dei Proverbi
La Sapienza Trascendente (o Trascendentale) è espressa nei Proverbi:
esistente prima ancor delle opere sue. ...

Quando l'Abisso ancor non esisteva,

io fui concepita, quando ancor non zampillavano le fonti

Prima che sorgessero le maestose montagne,

prima dei colli, io fui generata; ...

Quando stabiliva i cieli, io ero presente,

quando tracciava un cerchio sulla faccia dell'abisso; ...

Quando circondava d'un termine il mare ...

Tuttavia, le versioni in lingua italiana Diodati, Riveduta e Nuova Riveduta traducono con artefice l'espressione che nella Vulgata Clementina è cuncta componens e che dal testo ebraico in ebraico אָ֫מ֥וֹן‎? (trasl. ā•mō•wn è resa:
- in inglese moderno, come  [master] craftsman[4] ("mastro artigiano")[6];
- nella Bibbia di re Giacomo, come un differente  [as] one brought up[5][7] ("crescere, allevare, ecc.")[8]

La breve parentesi è necessaria per poter affermare che la traduzione di "architetto", più attinente a chi idea e dirige, è distante dall'accezione di colui che opera, educa e fa crescere il Regno da Lui creato, o il Re e Figlio generato dal Padre Dio prima di tutti i secoli. I versi da 22 a 30 si riferiscono ad una Sapienza che è prima dell'inizio della creazione e dell'inizio del tempo all'interno dell'ordine naturale e terreno da essa scaturito; un essere che ha ricevuto il dono della coscienza e del libero arbitrio tali da poter parlare in prima persona; un essere di qualità tangibile e corporea ("accanto a me"). In questi aspetti, la Sapienza qui descritta assomiglia al Verbo identificato con Gesù Cristo (anziché con il grande architetto dell'universo), generato dal Padre prima di tutti secoli, come afferma il Credo Niceno.
Nel tomismo
Tale Sapienza piuttosto che una trascendentale proprietà di Dio, apparsa come non necessaria da un certo istante di tempo per l'eternità, è invece una verità coeterna e consustanziale a Dio, quale nel mistero della Sacrosantissima Trinità è la verità delle tre divine Persone, e, nel caso specifico, la generazione di Gesù dal Padre.
L'Abisso è per inciso menzionato anche in Apocalisse 20:1-6, in riferimento al luogo del principio e della fine di Satana, una verità angelica che secondo la teologia tomista è coeterna a Dio, sebbene da Lui creata -e non generata- prima di tutti i secoli.

La differenza fra creazione e generazione sta proprio nel fatto che Gesù Cristo, il quale è generato e non creato, essendo Dio stesso, non avrebbe potuto compiere altro fine che servire il Padre Eterno, ottenendone la salvezza eterna. 

Diversamente dalla Sapienza-Gesù, Satana scelse di tradire i due troni sui quali erano assisi i due corpi di Dio Padre e di Dio Figlio, o meglio il loro comune Spirito Santo: così determinandosi a sprofondare nell'Abisso che Dio onnisciente e onnipotente aveva segnato con serie di cerchi tracciati "sulla faccia dell'abisso". Essi potrebbero significare il numero 888, che è il numero del nome di Yĕhošūa posto sul numero del nome della Bestia 666.
Nel Libro di Giobbe
Nel libro di Giobbe, la Sapienza è ritenuta un mistero per tutti gli esseri viventi conosciuto da Dio solo fin dalla creazione del mondo. Essa consiste nel temere Dio e nello schivare il male:
«Ma da dove viene la sapienza?
E il luogo dell'intelligenza dov'è?
È nascosta agli occhi di ogni vivente
ed è ignota agli uccelli del cielo.
L'abisso e la morte dicono:
"Con gli orecchi ne udimmo la fama".
Dio solo ne conosce la via,
lui solo sa dove si trovi,
perché volge lo sguardo
fino alle estremità della terra,
vede quanto è sotto la volta del cielo.
Quando diede al vento un peso
e ordinò le acque entro una misura,
quando impose una legge alla pioggia
e una via al lampo dei tuoni;
allora la vide e la misurò,
la comprese e la scrutò appieno
e disse all'uomo:
"Ecco, temere Dio, questo è sapienza
e schivare il male, questo è intelligenza"». (Giobbe 28,20-28)
Oltre al timore di Dio, il libro di Giobbe accenna in alcuni versi alla gioia terrena dell'anima e anche del corpo, in accordo con Giobbe 22:21:30,  Giobbe 36:1-12 e soprattutto con Giobbe 40:6-14, che è tradotto col titolo aggiuntivo Dio controlla la forza del male. In particolare, i versi: 
e tu scioglierai i tuoi voti.

Deciderai una cosa e ti riuscirà

e sul tuo cammino splenderà la luce.»
(Giobbe, 22:27-28)
chiuderanno i loro giorni nel benessere

e i loro anni nelle delizie.

Ma se non vorranno ascoltare,

di morte violenta periranno,

spireranno senza neppure saperlo.»
(Giobbe, 36:11-12)
estendono anche alla vita terrena-temporale il premio divino e immutabile per il servitore che ha preferito Dio a Satana e alle altre bestie, che Giobbe 12:5-8 distingue da quelle della terra, del cielo e del mare, forse perché emerse dalla profondità dell'abisso della terra e del mare..
Il Creatore della Genesi è richiamato con la stessa parola ebraica anche in Giobbe 40:15,20, mentre due differenti parole sono invece impiegate da Giobbe 36:3 e in Giobbe 40:19 Egli premia con il trionfo della Sua destra sull'empio e con una duratura felicità terreno il servitore che persevera nella Sua parola, preservandosi puro, integro ed umile.
I capitoli da 32 a 37, forse interpolati in un momento successivo alla stesura del resto del libro, renderebbero «meno scandalosa la sconfitta della teologia tradizionale e meno netta la vittoria di Giobbe» per mano della sapienza del Verbo divino.

## La sapienza nel Nuovo Testamento
San Giovanni chiama questa tipo di Sapienza Logos, il Verbo che si è fatto carne.
Il primo a fare questa associazione fu San Giovanni Evangelista, dicendo che Gesù Cristo era il Verbo di Dio, che era in principio, prima di tutte le cose, che era presso Dio e che tutto fu creato per mezzo di Lui e che egli è venuto in mezzo agli uomini per abitare in mezzo a loro.